# Kenji Fujimitsu
Kenji Fujimitsu (jap. 藤光 謙司 Fujimitsu Kenji; * 1. Mai 1986 in Urawa (heute Saitama), Saitama) ist ein japanischer Sprinter, der sich auf den 200-Meter-Lauf spezialisiert hat.

## Sportliche Laufbahn
Erste internationale Erfahrungen sammelte Kenji Fujimitsu im Jahr 2003, als er bei den Jugendweltmeisterschaften im kanadischen Sherbrooke mit 21,64 s im Halbfinale über 200 Meter ausschied und mit der japanischen Sprintstaffel (1000 m) in 1:53,11 min die Bronzemedaille gewann. 2007 startete er erstmals bei den Asienmeisterschaften in Amman und siegte dort auf Anhieb in 20,85 s über 200 m. 2009 qualifizierte er sich für die Weltmeisterschaften in Berlin und schied dort mit 20,97 s im Viertelfinale über 200 Meter aus, während er mit der japanischen 4-mal-100-Meter-Staffel mit 38,30 s im Finale auf Rang vier gelangte. Anschließend siegte er in 39,01 s gemeinsam mit Masashi Eriguchi, Naoki Tsukahara und Shinji Takahira in der 4-mal-100-Meter-Staffel, sowie in 3:04,13 min gemeinsam mit Kenji Narisako, Hideyuki Hirose und Yūzō Kanemaru auch in der 4-mal-400-Meter-Staffel bei den Asienmeisterschaften in Guangzhou. Daraufhin nahm er an den Ostasienspielen in Hongkong teil und siegte dort in 20,91 s im 200-Meter-Lauf und gewann in der 4-mal-100-Meter-Staffel in 39,40 s die Silbermedaille hinter dem Team aus Taiwan. Im Jahr darauf wurde er beim Continentalcup in Split in 20,80 s Fünfter über 200 Meter und erreichte mit der gesamtasiatischen Staffel nach 39,28 s Rang zwei. Anschließend nahm er erstmals an den Asienspielen in Guangzhou teil und gewann dort in 20,74 s die Silbermedaille im Einzelbewerb hinter dem Katari Femi Ogunode und gewann in 3:02,43 min gemeinsam mit Yūsuke Ishitsuka, Hideyuki Hirose und Yūzō Kanemaru die Silbermedaille in der 4-mal-400-Meter-Staffel und verpasste in der 4-mal-100-Meter-Staffel mit 47,14 s den Finaleinzug.
Nach mehreren wenig erfolgreichen Jahren startete er 2013 mit der 4-mal-100-Meter-Staffel bei den Weltmeisterschaften in Moskau und klassierte sich dort mit 38,39 s im Finale auf dem sechsten Platz. Bei den IAAF World Relays 2014 in Nassau verpasste er mit 1:23,87 min den Finaleinzug in der 4-mal-200-Meter-Staffel und Anfang Oktober siegte er in 3:01,88 min gemeinsam mit Yūzō Kanemaru, Shōta Iizuka und Nobuya Katō in der 4-mal-400-Meter-Staffel. Bei den IAAF World Relays 2015 auf den Bahamas gelangte er nach 38,20 s gemeinsam mit Kazuma Ōseto, Yoshihide Kiryū und Kōtarō Taniguchi auf Rang drei hinter den Teams aus den Vereinigten Staaten und Jamaika. Im August gelangte er bei den Weltmeisterschaften in Peking über 200 Meter bis ins Halbfinale und schied dort mit 20,34 s aus und in der 4-mal-100-Meter-Staffel verpasste er mit 38,60 s den Finaleinzug. Im Jahr darauf qualifizierte er sich über 200 Meter für die Teilnahme an den Olympischen Spielen in Rio de Janeiro, kam dort aber mit 20,86 s nicht über die erste Runde hinaus.
2017 gewann er bei den Weltmeisterschaften in London mit 38,04 s im Finale, gemeinsam mit Shūhei Tada, Shōta Iizuka und Yoshihide Kiryū die Bronzemedaille in der 4-mal-100-Meter-Staffel hinter den Teams aus dem Vereinigten Königreich und den Vereinigten Staaten. Bei den IAAF World Relays 2019 in Yokohama lief er mit der 4-mal-200-Meter-Staffel nach 1:22,67 min auf Rang fünf ein.
In den Jahren 2010 und 2015 wurde Fujimitsu japanischer Meister im 200-Meter-Lauf.

## Persönliche Bestleistungen
- 100 Meter: 10,23 s (+1,9 m/s), 4. Juni 2017 in Tottori
- 200 Meter: 20,13 s (+0,6 m/s), 14. Juli 2015 in Luzern
- 400 Meter: 46,55 s, 23. September 2009 in Kawasaki